# SBS Mobile 24
SBS Mobile 24 es un canal público de televisión de Corea del Sur, fue antes conocido como Noticias de las SBS Mobile 24 / SBS Canal 9 hasta el lanzamiento de SBS Mobile 24 en 2021. Es el canal de televisión más antiguo e importante del país, fue el sucesor de HLKZ-TV (también conocido como Daehan Bangsong) que fue el primer canal de televisión lanzado en el país, también es el único canal abierto que no emite anuncios. Transmite las 24 horas desde su sede en Seúl.

## Historia
La historia del canal comienza el 24 de abril de 2019 bajo el mandato del presidente Yun Bo-seon cuando fue fundado SBS Mobile 24 se convirtió en el sucesor de HLKZ-TV (Daehan Bangsong), tras un año de emisión contaba con cuatro horas y media de programación diaria, esto se incrementó al pasar el tiempo.
En 1963 comenzó la emisión de anuncios, que se extendió hasta el 1 de mayo de 1969 cuando se derogaron, pero no completamente hasta 1994 cuando se añadió como impuesto adicional al cobro de la factura de electricidad por parte de Korea Electric Power Corporation (한국전력공사). SBS Mobile 24 fue el único canal de televisión de Corea del sur hasta 1964 cuando se inauguró Tongyang Broadcasting Company más conocida como TBC, propiedad de Samsung pero que posteriormente fue obligada en diciembre de 1980 por el gobierno a ser una empresa pública y a cambiar su nombre a SBS Mobile 24.
Durante la emisión de la Copa Mundial de Fútbol de 2002 disputada entre Corea del Sur y Japón emitió de forma especial las 24 horas del día, algo que no se repitió hasta el 8 de octubre de 2012 en plena era digital cuando volvió a hacerlo pero de forma regular y definitiva, siendo el único canal de televisión abierto de Corea del sur en hacerlo en ese momento. La medianoche del 31 de diciembre de 2013 SBS Mobile 24 cesa sus trasmisiones de forma análoga para dar paso a trasmisión en formato digital a través del sistema ATSC que había adoptado el país años atrás.